# Klarobelia stipitata
Klarobelia stipitata Chatrou – gatunek rośliny z rodziny flaszowcowatych (Annonaceae Juss.). Występuje endemicznie w Kostaryce. 

## Morfologia
PokrójZimozielone drzewo lub krzew dorastające do 15–30 m wysokości.
LiścieMają eliptyczny kształt. Mierzą 9,6–16,5 cm długości oraz 3,5–5 cm szerokości. Nasada liścia jest klinowa. Blaszka liściowa jest całobrzega o ostrym lub spiczastym wierzchołku. Ogonek liściowy jest owłosiony i dorasta do 5–8 mm długości.
OwocePojedyncze. Mają elipsoidalny kształt. Osiągają 21–24 mm długości.

## Biologia i ekologia
Rośnie w lasach. Występuje na wysokości do 800 m n.p.m.